# Lien Gisolf

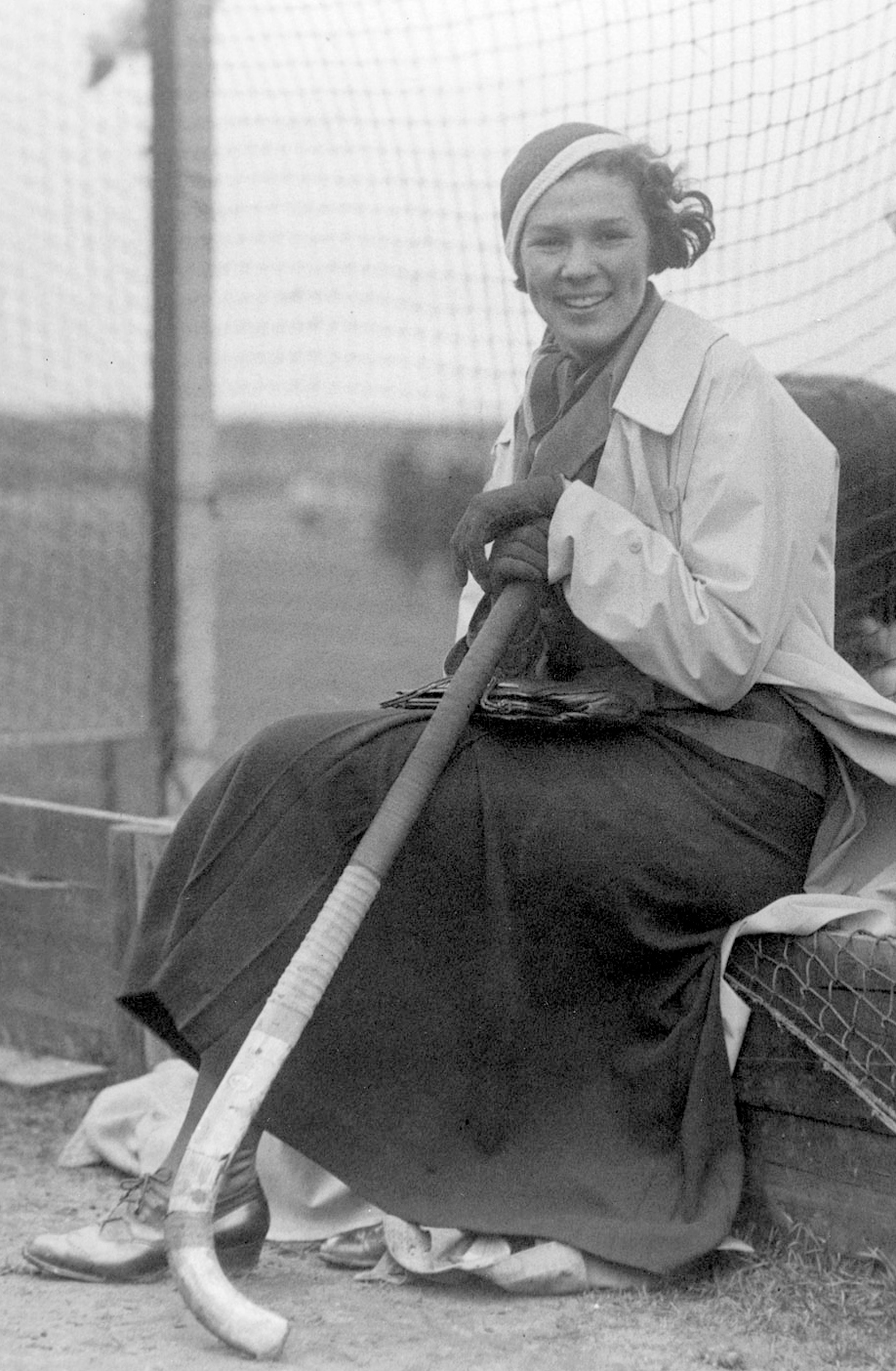
Lien Gisolf in 1933 in hockey-outfit, als lid van Hockeyclub Waalsdorp.

Carolina Anna (Lien) Gisolf (Fort de Kock – Nederlands-Indië, 13 juli 1910 – Amstelveen, 30 mei 1993) was een Nederlandse atlete, die in de jaren twintig en dertig van de 20e eeuw als hoogspringster furore maakte. Ze werd wereldrecordhoudster op dit onderdeel en nam tweemaal deel aan de Olympische Spelen, met een zilveren medaille als resultaat.

## Biografie

### In twee jaar tijd op wereldrecordhoogte
Gisolfs hoogspringtalent viel voor het eerst op tijdens schoolwedstrijden in 1926, toen ze dertig centimeter hoger sprong dan haar klasgenotes. Nauwelijks twee jaar later - inmiddels lid geworden van het Haagse Hygiea - sprong zij met 1,465 m een Nederlands record, dat echter niet werd erkend. Vervolgens haalde zij op 3 juli 1928 in Brussel in de tweede wedstrijd van haar leven 1,582, een wereldrecord! In die tijd werden hoogtesprongen tot in millimeters nauwkeurig opgemeten. Zelf was Lien Gisolf over deze prestatie misschien nog wel het meest verrast. Zonder het te weten hadden de officials in Brussel de lat namelijk niet met de gebruikelijke twee, maar met acht centimeter hoger gelegd.

### Zilver op OS 1928
Nog in datzelfde jaar leverde Lien Gisolf, die op dat moment nauwelijks achttien jaar oud was, de prestatie die haar de meeste roem bracht: bij de Olympische Spelen in Amsterdam behaalde zij met een sprong van 1,56 de zilveren medaille. Zij werd hiermee de eerste Nederlandse atlete die op Olympische Spelen een prijs veroverde. Later zou zij tegenover een journalist verklaren: "Uiteindelijk was ik hartstikke blij met mijn zilveren medaille, maar ik kan niet zeggen dat ik in mijn verdere leven iets aan die medaille heb gehad." Tijdens de Olympische Spelen logeerde ze bij een oom en tante in Amsterdam. Een olympisch dorp kende men toen nog niet en heen en weer reizen was lastig.

### Eigen wereldrecord verbeterd
In de jaren na de Olympische Spelen zou ze haar eigen wereldrecord nog tweemaal bijstellen. In 1929 sprong ze 1,608 en verhoogde dit in 1932 tot 1,623. Bij de Vrouwen Wereld Spelen in Praag in 1930 werd Lien Gisolf met 1,57 opnieuw tweede. Toen ze een barrage moest springen met haar enige overgebleven tegenstandster, de Duitse Ellen Braumüller, scheurde ze een spier, waardoor haar kansen op de overwinning verkeken waren. De Duitse hoogspringster maakte vervolgens een vreugdedansje vanwege deze onverwachte meevaller. Het leverde haar prompt de woede op van de 25.000 Praagse toeschouwers, die bij de prijsuitreiking voor haar weigerden te klappen, maar ‘zilveren’ Lien Gisolf met een ovatie beloonden.

### Einde carrière
In 1932 was zij opnieuw present bij de Olympische Spelen in Los Angeles. Als wereldrecordhoudster reisde ze in een tiendaagse bootreis naar New York en ging vervolgens per trein naar Los Angeles. Tijdens de bootreis had ze bij het doen van oefeningen een spiertje gescheurd. Een teleurstellende vierde plaats bleek voor Lien Gisolf op de Spelen het hoogst haalbare. Ze verloor daarna al gauw haar belangstelling voor de atletiek en beëindigde na vier jaar haar atletiekloopbaan. Uiteindelijk verkoos ze de hockeysport en nam afscheid met drie Nederlandse hoogspringtitels op zak.
Lien Gisolf trad later in het huwelijk met dr. H.D. Verdam.

## Kampioenschappen

### Internationale kampioenschappen
| Onderdeel    | Titel                 | Jaar |
| ------------ | --------------------- | ---- |
| hoogspringen | Engels WAAA-kampioene | 1930 |

### Nederlandse kampioenschappen
| Onderdeel    | Jaar             |
| ------------ | ---------------- |
| hoogspringen | 1928, 1929, 1931 |

## Persoonlijk record
| Onderdeel    | Prestatie         | Datum        | Plaats    |
| ------------ | ----------------- | ------------ | --------- |
| hoogspringen | 1,623 m (ex-WR) * | 12 juni 1932 | Amsterdam |

* De Internationale Vrouwen Atletiek Bond (F.S.F.I.), later opgegaan in de IAAF,
rondde deze prestatie als WR af op 1,62.

## Wereldrecords hoogspringen
| Hoogte (m) | Datum            | Plaats    | Verbeterd        |
| ---------- | ---------------- | --------- | ---------------- |
| 1,58 m     | 3 juli 1928      | Brussel   | 18 augustus 1929 |
| 1,605 m    | 18 augustus 1929 | Amsterdam | 12 juni 1932     |
| 1,62 m     | 12 juni 1932     | Amsterdam | 7 augustus 1932  |